# Slipstream (Bonnie Raitt)
Slipstream è il sedicesimo album discografico in studio della cantante statunitense Bonnie Raitt, pubblicato nell'aprile del 2012.

## Tracce
1. Used to Rule the World – 4:18 (Randall Bramblett)
2. Right Down the Line – 5:29 (Gerry Rafferty)
3. Million Miles – 6:27 (Bob Dylan)
4. You Can't Fail Me Now – 4:18 (Loudon Wainwright III, Joseph Lee Henry)
5. Down to You – 3:59 (testi: Bonnie Raitt e Randall Bramblett; musica: George Marinelli)
6. Take My Love with You – 4:24 (Gordon Kennedy, Wayne Kirkpatrick, Kelly Price)
7. Not Cause I Wanted To – 3:37 (Al Anderson, Bonnie Bishop)
8. Ain't Gonna Let You Go – 5:59 (Al Anderson, Bonnie Bramlett)
9. Marriage Made in Hollywood – 4:55 (testi: Michael O'Keefe; musica: Paul Brady)
10. Split Decision – 4:35 (Al Anderson, Gary Nicholson)
11. Standing in the Doorway – 5:24 (Bob Dylan)
12. God Only Knows – 4:42 (Joseph Lee Henry)

Durata totale: 58:07

## Formazione
- Bonnie Raitt - voce, chitarra elettrica, slide guitar, chitarra acustica, tamburello
- Johnny Lee Schell - chitarra elettrica
- Mike Finnigan - organo Hammond B3, cori, clavinet, pianoforte
- George Marinelli - chitarra elettrica, cori, shaker, chitarra acustica, mandolino
- Johnny Lee Schell - chitarra elettrica
- James Hutch Hutchinson - basso, contrabbasso
- Ricky Fataar - batteria, timbales, tamburello basco
- Luis Conte - percussioni
- Greg Leisz - chitarra acustica, pedal steel guitar
- Patrick Warren - tastiera, pianoforte, organo Hammond
- Gang - battito di mani
- Jay Bellerose - batteria
- Al Anderson - chitarra acustica, cori, chitarra elettrica
- David Piltch - basso, contrabbasso
- Maia Sharp, Jeff Young, Paul Brady - cori

Note aggiuntive:
- Bonnie Raitt e Joe Henry - produttori
- Registrazioni effettuate al Ocean Way Studios di Hollywood, California, nell'estate del 2011
- Ryan Freeland - ingegnere delle registrazioni e del mixaggio
- Wesley Sedman - secondo ingegnere delle registrazioni
- Brani #3, #4, #11 e #12, registrati al Garfield House Studio di Pasadena, California, fine 2010 - estate 2011
- Al Anderson ha sovrainciso nel brano Split Decision, registrato da Scott Baggett
- Paul Brady ha sovrainciso nel brano Marriage Made in Hollywood
- Patrick Warren ha sovrainciso nei brani Not Cause I Wanted To e Standing in the Doorway
- George Marinelli ha sovrainciso nel brano Take My Love with You
- Masterizzazione effettuata da Bob Ludwig al Gateway Mastering di Portland, Maine